# Wilhelm Danckwortt
Wilhelm Danckwortt (* 7. Februar 1822 in Magdeburg; † 10. Januar 1892 ebenda) war ein deutscher Apotheker, er arbeitete an der Entstehung eines gesamtdeutschen Arzneibuches mit.

## Leben
1838 begann Danckwortt seine Lehre in der Engel-Apotheke in Magdeburg, arbeitete hier und in Aachen als Gehilfe und begann 1847 sein Studium der Pharmazie  in Halle. Nach einem Wechsel nach Berlin machte er sein Staatsexamen. 1852 kaufte er die Sonnen-Apotheke in Magdeburg. Dankwortt war Vorsitzender der Kommission zur Herstellung der deutschen Pharmakopöe und war Mitbearbeiter des Textes der Pharmacopoea Germanica, aus der 1872 die Pharmacopoea Germanica I entstand, das als gesamtdeutsches Arzneibuch Gültigkeit hatte.